# Balonmano playa en los Juegos Suramericanos de Playa de 2011
El balonmano en los Juegos Suramericanos de Playa de 2011 es una competición donde 8 equipos se dividen en 2 grupos de 4 que compiten por la medalla de oro los dos mejores de cada grupo pasan a las semifinales, el que pierde en la semifinal compite con el perdedor de la semifinal 2 por la medalla de bronce, el que gana las semifinales compite por la medalla de oro en la final el perdedor de la final se queda con la medalla de plata.

## Masculino

### Grupo A
| Equipo    | Pts | PJ | PG | PE | PP | GF | GC | Dif |
| --------- | --- | -- | -- | -- | -- | -- | -- | --- |
| Argentina | 9   | 3  | 3  | 0  | 0  |    |    |     |
| Venezuela | 6   | 3  | 2  | 0  | 1  |    |    |     |
| Chile     | 3   | 3  | 1  | 0  | 2  |    |    |     |
| Perú      | 0   | 3  | 0  | 0  | 3  |    |    |     |

| 3 de diciembre de 2011, 11:00 | Perú | 19:30 | Chile |  |  |

| 3 de diciembre de 2011, 15:00 | Argentina | 28:23 | Venezuela |  |  |

| 4 de diciembre de 2011, 10:00 | Chile | 23:28 | Argentina |  |  |

| 4 de diciembre de 2011, 10:00 | Chile | 23:31 | Venezuela |  |  |

| 4 de diciembre de 2011, 10:00 | Argentina | 28:13 | Perú |  |  |

| 4 de diciembre de 2011, 10:00 | Venezuela | 32:11 | Perú |  |  |

### Grupo B
| Equipo   | Pts | PJ | PG | PE | PP | GF | GC | Dif |
| -------- | --- | -- | -- | -- | -- | -- | -- | --- |
| Brasil   | 9   | 3  | 3  | 0  | 0  |    |    |     |
| Ecuador  | 6   | 3  | 2  | 0  | 1  |    |    |     |
| Paraguay | 3   | 3  | 1  | 0  | 2  |    |    |     |
| Colombia | 0   | 3  | 0  | 0  | 3  |    |    |     |

| 3 de diciembre de 2011, 11:00 | Ecuador | 24:38 | Brasil |  |  |

| 4 de diciembre de 2011, 12:00 | Ecuador | 35:33 | Paraguay |  |  |

| 3 de diciembre de 2011, 15:00 | Colombia | 30:30 (0:1) | Paraguay |  |  |

| 3 de diciembre de 2011, 10:00 | Brasil | 51:18 | Colombia |  |  |

| 4 de diciembre de 2011, 10:00 | Ecuador | 27:21 | Colombia |  |  |

| 4 de diciembre de 2011, 10:00 | Brasil | 48:13 | Paraguay |  |  |

### Segunda Fase
|  | Semifinales            | Semifinales            |        |           | Final                  | Final                  |  |
|  | 3 de diciembre de 2011 | 3 de diciembre de 2011 |        |           | 4 de diciembre de 2011 | 4 de diciembre de 2011 |  |
|  |                        |                        |        |           |                        |                        |  |
|  |                        |                        |        |           |                        |                        |  |
|  | Argentina              | 33                     |        |           |                        |                        |  |
|  | Argentina              | 33                     |        |           |                        |                        |  |
|  | Ecuador                | 28                     |        |           |                        |                        |  |
|  | Ecuador                | 28                     |        | Argentina | 27                     |                        |  |
|  |                        |                        |        | Argentina | 27                     |                        |  |
|  |                        |                        | Brasil | 36        |                        |                        |  |
|  | Brasil                 | 60                     | Brasil | 36        |                        |                        |  |
|  | Brasil                 | 60                     |        |           |                        |                        |  |
|  | Venezuela              | 27                     |        |           | Tercer lugar           | Tercer lugar           |  |
|  | Venezuela              | 27                     |        |           | Tercer lugar           | Tercer lugar           |  |
|  |                        |                        |        |           |                        |                        |  |
|  |                        |                        |        |           | Ecuador                | 6                      |  |
|  |                        |                        |        |           | Ecuador                | 6                      |  |
|  |                        |                        |        |           | Venezuela              | 7                      |  |
|  |                        |                        |        |           | Venezuela              | 7                      |  |
|  |                        |                        |        |           |                        |                        |  |

## Femenino

### Grupo A
| Equipo    | Pts | PJ | PG | PE | PP | GF | GC | Dif |
| --------- | --- | -- | -- | -- | -- | -- | -- | --- |
| Argentina | 6   | 2  | 2  | 0  | 0  |    |    |     |
| Uruguay   | 3   | 2  | 1  | 0  | 1  |    |    |     |
| Venezuela | 0   | 2  | 0  | 0  | 2  |    |    |     |

| 4 de diciembre de 2011, 15:00 | Argentina | 24:9 | Venezuela |  |  |

| 3 de diciembre de 2011, 11:00 | Venezuela | 27:43 | Uruguay |  |  |

| 4 de diciembre de 2011, 12:00 | Argentina | 33:32 | Uruguay |  |  |

### Grupo B
| Equipo   | Pts | PJ | PG | PE | PP | GF | GC | Dif |
| -------- | --- | -- | -- | -- | -- | -- | -- | --- |
| Brasil   | 9   | 3  | 2  | 0  | 0  |    |    |     |
| Paraguay | 3   | 3  | 1  | 0  | 1  |    |    |     |
| Ecuador  | 3   | 3  | 1  | 0  | 2  |    |    |     |
| Colombia | 0   | 3  | 0  | 0  | 3  |    |    |     |

| 3 de diciembre de 2011, 11:00 | Paraguay | 27:9 | Colombia |  |  |

| 4 de diciembre de 2011, 10:00 | Brasil | 47:07 | Colombia |  |  |

| 3 de diciembre de 2011, 11:00 | Ecuador | 06:40 | Brasil |  |  |

| 4 de diciembre de 2011, 10:00 | Ecuador | 23:17 | Colombia |  |  |

| 4 de diciembre de 2011, 15:00 | Ecuador | 14:29 | Paraguay |  |  |

| 4 de diciembre de 2011, 10:00 | Brasil | 32:7 | Paraguay |  |  |

### Segunda Fase
|  | Semifinales            | Semifinales            |        |           | Final                  | Final                  |  |
|  | 3 de diciembre de 2011 | 3 de diciembre de 2011 |        |           | 4 de diciembre de 2011 | 4 de diciembre de 2011 |  |
|  |                        |                        |        |           |                        |                        |  |
|  |                        |                        |        |           |                        |                        |  |
|  | Argentina              | 33                     |        |           |                        |                        |  |
|  | Argentina              | 33                     |        |           |                        |                        |  |
|  | Paraguay               | 25                     |        |           |                        |                        |  |
|  | Paraguay               | 25                     |        | Argentina | 20                     |                        |  |
|  |                        |                        |        | Argentina | 20                     |                        |  |
|  |                        |                        | Brasil | 30        |                        |                        |  |
|  | Uruguay                | 14                     | Brasil | 30        |                        |                        |  |
|  | Uruguay                | 14                     |        |           |                        |                        |  |
|  | Brasil                 | 42                     |        |           | Tercer lugar           | Tercer lugar           |  |
|  | Brasil                 | 42                     |        |           | Tercer lugar           | Tercer lugar           |  |
|  |                        |                        |        |           |                        |                        |  |
|  |                        |                        |        |           | Paraguay               | 24                     |  |
|  |                        |                        |        |           | Paraguay               | 24                     |  |
|  |                        |                        |        |           | Uruguay                | 18                     |  |
|  |                        |                        |        |           | Uruguay                | 18                     |  |
|  |                        |                        |        |           |                        |                        |  |